# Selenops intricatus
Selenops intricatus là một loài nhện trong họ Selenopidae.
Loài này thuộc chi Selenops. Selenops intricatus được Eugène Simon miêu tả năm 1910.